# Rhinolophus chiewkweeae
Rhinolophus chiewkweeae är en fladdermusart som ingår i släktet Rhinolophus och familjen hästskonäsor. Den är helt nyligen (2005) beskriven av Mizuko Yoshiyuki och Boo Liat Lim, och är ännu ej listad av IUCN. Catalogue of Life anger inga underarter. Arten förekommer endast i Indonesien.

## Beskrivning
Arten är en medelstor fladdermus med korta öron, orangebrun päls på ryggsidan, ljusare buksida och brunaktiga vingar. Kroppslängden är omkring 6,5 cm, ej inräknat svansen på omkring 2 cm. Överarmslängden är omkring 5,5 cm. Som alla hästskonäsor har arten flera hudflikar kring näsan. Flikarna brukas för att rikta de överljudstoner som används för ekolokalisation. Till skillnad från andra fladdermöss som använder sig av överljudsnavigering produceras nämligen tonerna hos hästskonäsorna genom näsan, och inte som annars via munnen. Den hästskoformade delen av näsflikarna är stor hos denna art, som mest 18 mm hög och 12 mm bred.

## Utbredning
Rhinolophus chiewkweeae förekommer endast i Indonesien. Ursprungligen påträffades den i delstaten Kedah på nordvästra malackahalvön och ögruppen Langkawi strax utanför kusten, samt delstaterna Malacka och Johor på södra delen av halvön. Senare har den även påträffats i delstaten Perlis på den allra nordligaste delen av Malackahalvön.

## Ekologi
Fladdermusen har påträffats i skogar med Dipterocarpus-träd på höjder mellan 100 och 1 280 m.